# Naviraí
Naviraí és una ciutat de l'estat brasiler de Mato Grosso do Sul.

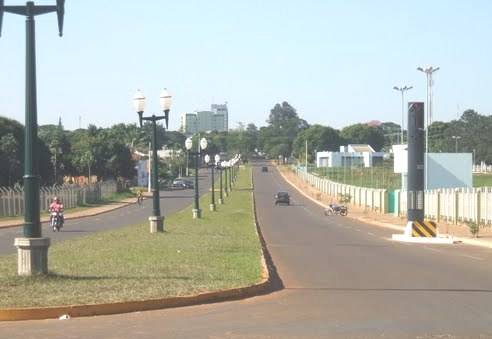
La ciutat de Naviraí.

Fundada l'abril de 1952, i emancipada en 1963, Naviraí fins als anys 50 només hi havia terra deshabitada. Va ser des d'allà que van començar a arribar amb avió i en vaixell pels primers colons i el 1955 amb la construcció de la carretera que connecta Naviraí a Dourados, va començar a desenvolupar-se ràpidament. Quinze anys més tard, quan vas tenir la ciutat el primer cens en 1970 la població era 23.117 habitants. Més de vint anys després, la població era de 30.670 habitants per al creixement del 32,7%. Dues dècades més tard, el 2010, la població va augmentar a 46.424 residents, una diferència de 51,4%. En quaranta anys, el poble d'Ashland van tenir un increment net de 100,8% 35 0,3 Coneguda com la capital del Con Sud, té Naviraí pla de disseny urbà amb formes que converteix el centre a la perifèria, amb un format web. Actualment Naviraí és el sisè centre més poblat de Mato Grosso do Sul, amb 50 692 habitants i gairebé 16 habitants per quilòmetre quadrat, segons estimacions en 2014 és tan mitjans de la ciutat.
Ashland és un important accés a les principals regions del Brasil a través de la carretera federal de la ciutat als estats de São Paulo, Paraná, Santa Catarina, Mato Grosso i altres països del Mercosur. Amb un PIB de gairebé 1.030 milions de dòlars el 2012, segons l'IBGE, és la comunitat més rica novena de Mato Grosso do Sul i també es troba entre els 500 més rics del país. A més, la ciutat va ser de 496º amb el major potencial de consum (IPC Màrqueting) de totes les ciutats del Brasil el 2014, amb el 0,0262% i l'índex d'estat va ser en el setè lloc. Hi ha predicció que es converteixi en el cinquè Naviraí municipi en importància política, població, econòmica i estructural de Mato Grosso do Sul.

## Àrea urbana
Amb una superfície total construïda de 7,38 quilòmetres quadrats, d'acord amb la NMA, a Mato Grosso do Sul ocupa el desè lloc entre totes les comunitats de l'estat i el país ocupa el 430º lloc. Ashland té un traçat urbà pla amb format radial i grans i amples vies de circulació que van des del centre cap a la perifèria. Aquesta ruta, en la forma d'una banda, indica l'exitós model de planificació que fa Naviraí té el millor disseny urbà de tot el Mato Grosso do Sul i un dels millors del Brasil.

### Població
| Membre | Total  |
| ------ | ------ |
| 1970   | 23.117 |
| 1980   | 28.564 |
| 1991   | 30.670 |
| 1996   | 34.670 |
| 2000   | 36.662 |
| 2005   | 40.416 |
| 2007   | 43.391 |
| 2009   | 45.627 |
| 2010   | 46.424 |
| 2011   | 47.173 |
| 2012   | 47.899 |
| 2013   | 49.827 |
| 2014   | 50.692 |

### Naviraienses notables
Edmar Figueira
Naviraiense jugador de futbol que també tenen la nacionalitat de Portugal i actua com un front. El 2015 disputat el campionat Gaucho de Sport Club São Paulo al Riu Gran, a Brasil

## Economia
L'economia se sustenta en el sector productiu. Ashland té diverses empreses i grans cooperatives que compten amb el suport de l'Administració municipal com: Usinavi (sucre i etanol) i Copasul (cotó, soja, blat de moro); Indústries Frigorífic Bertin Grup i Mercosur; Suplements Navimix Mineirais i Copasul món Spinning famós per la qualitat del seu fil de cotó i empreses productores de fècula Naviraí i Salt pilao.
El més destacat ha estat teixint Kriswill i LENIX, la fàbrica de bicicletes Colli Byke (Gazin Group), Ashland Coffee, Yerba Mate Campanar, RECIPLAST quallada i el Brasil (El Mig Oest).
L'Associació de Comerç i Ashland Industrial compta amb més de 400 botigues tenen acords. Diverses companyies han vist en Naviraí 1 Activació d'un camp per a la instal·lació de les seves fàbriques perquè la comunitat és un vast magatzem de matèria primera, el que significa un baix cost de producció.